# Revista Foguetes Brasileiros
A Revista Foguetes Brasileiros é uma revista digital não periódica criada pelo divulgador científico Raul Carlos com o foco em divulgação científica e mídia especializada no Programa Espacial Brasileiro.

## História
A revista foi criada no dia 17 de setembro 2022 como um trabalho estudantil sob o nome Foguetes Brasileiros, o foco era ser um repositório de curiosidades sobre o Programa Espacial do Brasil, a primeira postagem foi uma publicação contando a história da Aviões Brasileiros S.A (Avibrás)
No dia 20 de Outubro de 2022 é publicado a primeira notícia, sendo o anúncio da janela de lançamento de um voo do foguete VSB-30 levando a Plataforma Suborbital de Microgravidade, sendo a partir desse dia que passou a se adotar o nome Revista Foguetes Brasileiros

### Trabalho Investigativo
No dia 26 de maio de 2023 foi divulgada a primeira reportagem investigativa, onde, se utilizando da lei de acesso a informação, a Revista publicou com exclusividade uma data de um teste do motor S-50, que será usado no foguete brasileiro VLM, sendo desde então conhecida por utilizar desse dispositivo legal para realizar divulgação das atividades espaciais no Brasil

### Formalização da revista
Em fevereiro de 2024 a Revista deixou de ser um blog com subdomínio wordpress e passou a ser um site próprio com o nome FOGUETESBRASILEIROS.COM, a mudança inesperada no domínio causou uma queda no acesso porém desde então a Revista só cresce, sendo referenciada em algumas lives dos divulgadores científicos Sérgio Sacani e Pedro Pallotta

### Ataque Hacker
Em novembro de 2024 o site sofreu um ataque de negação de serviço, chamado DDoS e ficou fora do ar desde então, uma semana depois o site retornou a normalidade